# Sierra de Béjar
La sierra de Béjar est une chaîne de montagnes près du centre de la péninsule Ibérique.

## Géographie

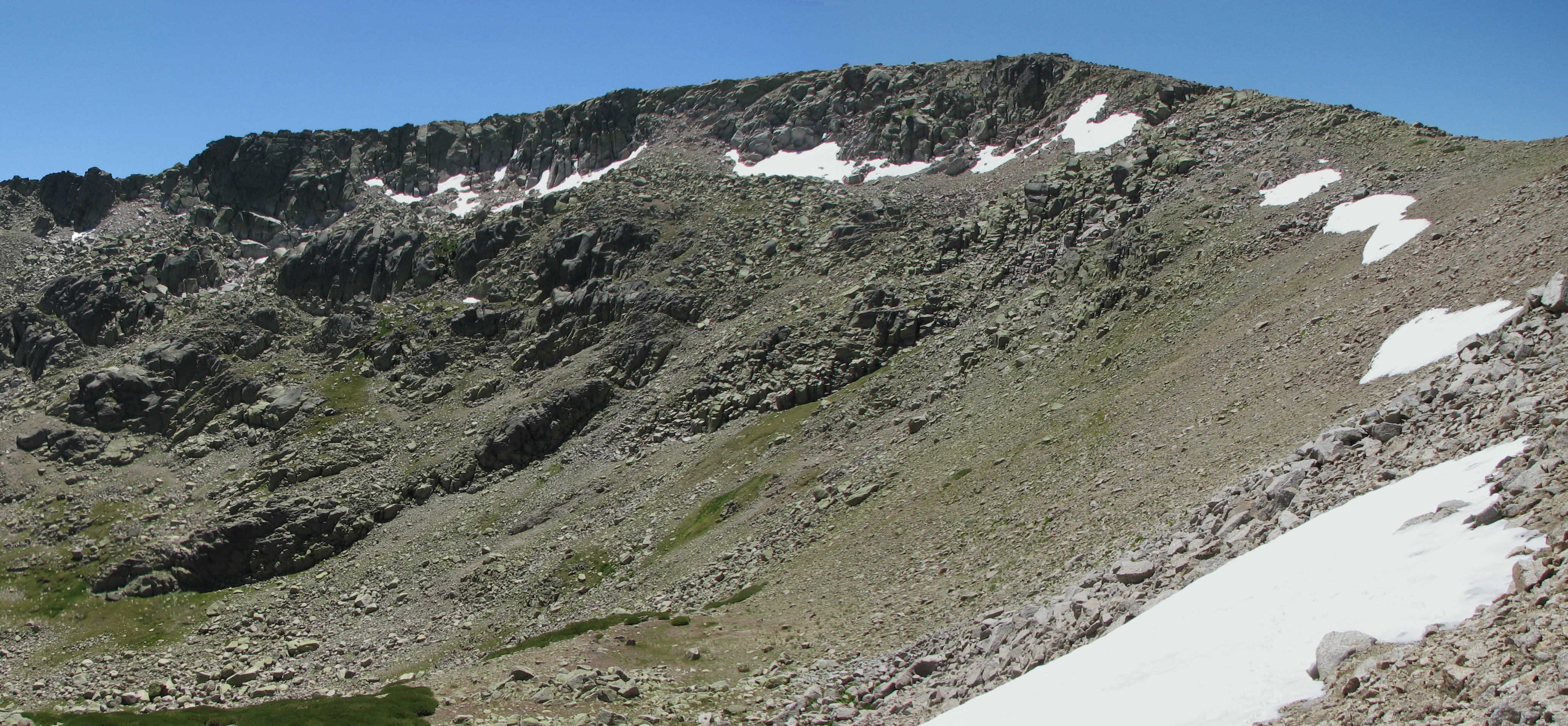
Canchal de la Ceja, sommet le plus élevé de la sierra de Béjar.

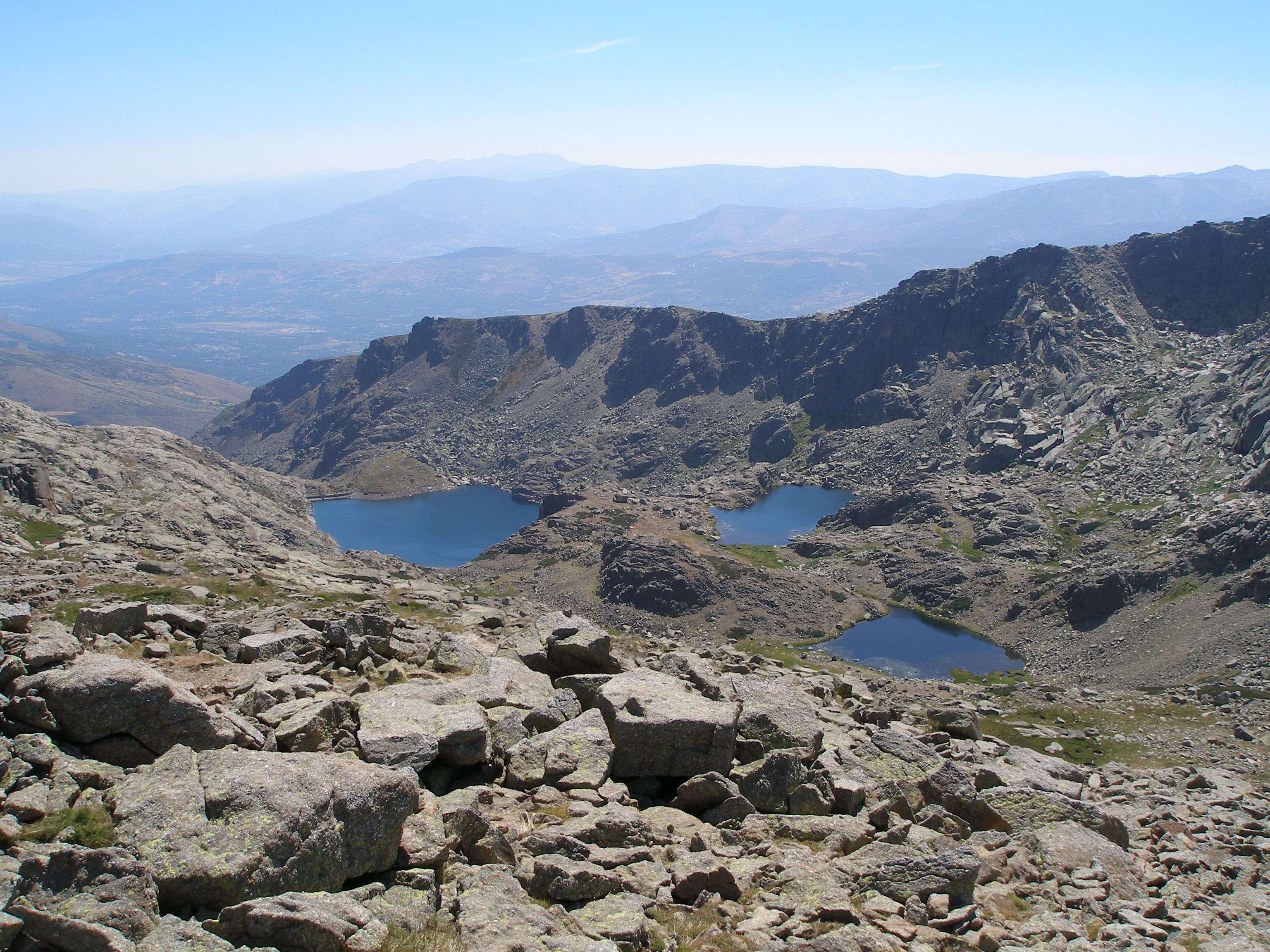
Lacs Trampal.

Le point culminant de la chaîne est le Canchal de la Ceja (es) qui s'élève à 2 428 mètres d'altitude.
Certains géographes considèrent la sierra de Béjar comme la partie la plus occidentale de la sierra de Gredos.